# Derf Backderf
John Backderf alias Derf Backderf, né en octobre 1959 à Richfield (Ohio), est un dessinateur de presse et auteur de bandes dessinées américain.

## Biographie
Derf Backderf grandit à Richfield, petite ville rurale.
Il fait un « bref passage » dans une école d'art, travaille comme éboueur et suit des études de journalisme à l'université de l'Ohio. Il devient journaliste pour un quotidien de Floride, où il reste deux ans, avant de réaliser, durant vingt-cinq ans, un strip, The City, publié dans plus de cinquante hebdomadaires américains.
En 1997, il publie une bande dessinée intitulée Mon ami Dahmer dans laquelle il raconte l'enfance du tueur en série Jeffrey Dahmer qui fut son camarade de classe. Une édition augmentée paraît en 2012. Il est consultant sur l'adaptation cinématographique de 2017. Il exécute d'autres ouvrages issus de son expérience personnelle.
En 2020 paraît en France Kent State, quatre morts dans l’Ohio (traduit par Philippe Touboul, éd. Çà et là). L'album figure dans la sélection pour le Festival d'Angoulême 2021 et reçoit le prix Eisner du meilleur travail inspiré de la réalité.

## Œuvres

### Publications en anglais
- Trashed, true tales from the back of the garbage, SLG Publishing 2002
- The City: The World’s Most Grueling Comic Strip, SLG Publishing, 2003
- Punk Rock & Trailer Parks, SLG Publishing, 2010
- My Friend Dahmer, Abrams Comic Arts, 2012
- Trashed, Abrams Comic Arts, 2015
- True Stories, Alternative Comics, 2015-2016
- Kent State: Four Dead in Ohio, Abrams Comic Arts, 2020

### Traductions françaises
- Mon ami Dahmer, Çà et Là, 2013 - Prix révélation du Festival d'Angoulême, 2014
- Punk rock et mobile homes, Çà et Là, 2014
- Trashed,  Çà et Là, 2015 (prix Tournesol de la bande dessinée écologiste du Festival d'Angoulême 2016)
- True Stories, Çà et là, 2019  (ISBN 978-2369902652)
- Kent State : Quatre morts dans l'Ohio, éd. Çà et là, 288 pages, trad. Philippe Odoul, 2020  (ISBN 978-2369902829) - bande dessinée de reportage sur la fusillade de l'université d'État de Kent.
- L'Année des ordures, éd. Çà et là, 56 pages, trad. Phillip Touboul, 2021,  (ISBN 978-2369902980)

## Prix et récompenses
- 2006 : (en) Robert F. Kennedy Journalism Award
- 2014 :
  -  Prix révélation (ex aequo) du festival d'Angoulême pour Mon ami Dahmer
  -  Prix SNCF du Polar
- 2015 : Prix littéraire 2015 des lycéens et apprentis de la région Provence-Alpes-Côte d'Azur pour Mon ami Dahmer
- 2016 : 
  -  Prix Tournesol pour Trashed
  - Prix Eisner du meilleur lettrage pour Trashed
  - Prix Inkpot
- 2020 :
  -  Prix Comics de la Critique ACBD pour Kent State[7]
- 2021 : prix Eisner du meilleur travail inspiré de la réalité pour Kent State

## Adaptation cinématographique
Son roman graphique Mon ami Dahmer est adapté au grand écran sous le même titre My Friend Dahmer par Marc Meyers et présenté au Festival du film de Tribeca le 21 avril 2017.